# Wallasey
Wallasey è un nucleo urbano di 58.710 abitanti della contea del Merseyside, in Inghilterra, sede del borgo di Wirral.